# Fleury (Somme)
Fleury település Franciaországban, Somme megyében. Lakosainak száma 204 fő (2022. január 1.). Fleury Belleuse, Contre, Conty és Courcelles-sous-Thoix községekkel határos.

## Népesség
A település népességének változása:
| Lakosok száma | 236  | 232  | 231  | 223  | 217  | 212  | 209  | 207  | 204  |
|               | 2013 | 2015 | 2016 | 2017 | 2018 | 2019 | 2020 | 2021 | 2022 |